# 薩拉米納 (卡爾達斯省)
薩拉米納是哥倫比亞的城鎮，位於該國中部，由卡爾達斯省負責管轄，距離首府馬尼薩萊斯75公里，始建於1825年，面積422平方公里，海拔高度1,613米，2005年人口18,281。
5°24′30″N 75°29′24″W / 5.40833°N 75.49°W